# Tra un manifesto e lo specchio
Tra un manifesto e lo specchio è un album di Francesco De Gregori uscito nei negozi venerdì 3 novembre 2006. 

## Descrizione
L'album è un'antologia in 3 CD che raccoglie i suoi brani più rappresentativi prodotti in 35 anni di carriera.
Per l'occasione incide per la prima volta su album la nota Diamante, pezzo scritto con Zucchero Fornaciari e da lui incluso nel suo album Oro, incenso e birra. Inoltre, Tra un manifesto e lo specchio contiene anche il demo eseguito da De Gregori nel 1979 di Mannaggia alla musica, portata al successo da Ron, e Banana Republic (cover di Banana Republics di Steve Goodman) nella versione del 45 giri Viva l'Italia/Banana Republic (RCA Italiana, PB 6391), cantata dal solo De Gregori (senza Lucio Dalla, che è invece presente nella versione dal vivo contenuta nell'album Banana Republic).

## Tracce

### Disco 1
1. Mannaggia alla musica (Demo 1979) - 4.48
2. Signora aquilone - 3.16
3. Alice - 3.44
4. La casa di Hilde - 4.41
5. Niente da capire - 3.08
6. Cercando un altro Egitto - 3.43
7. Pezzi di vetro - 3.07
8. Rimmel - 3.40
9. Pablo - 4.23
10. Piano bar  - 2.42
11. Buonanotte fiorellino - 2.06
12. Piccola mela - 2.45
13. Quattro cani - 3.15
14. Bufalo Bill - 4.29
15. Santa Lucia - 3.19
16. Atlantide - 3.41
17. Generale  - 4.20
18. Natale - 2.34
19. Viva l'Italia - 3.54

### Disco 2
1. Banana Republic (solo De Gregori) - 3.28
2. Gesù bambino - 4.51
3. La leva calcistica della classe '68 - 4.17
4. Titanic - 4.18
5. L'abbigliamento di un fuochista - 4.20
6. Caterina - 4.00
7. I muscoli del capitano - 3.57
8. La donna cannone - 4.41
9. Sotto le stelle del Messico a trapanar - 3.26
10. La storia - 2.30
11. A Pa' - 4.05
12. Il canto delle sirene - 6.32
13. Pilota di guerra - 4.26
14. Capatàz - 3.21
15. Mimì sarà - 5.09
16. Bambini venite parvulos - 4.27
17. Dottor Dobermann - 4.34

### Disco 3
1. Cose - 5.21
2. Lettera da un cosmodromo messicano - 1.58
3. Bellamore - 3.30
4. Viaggi e miraggi - 4.56
5. Adelante adelante - 3.32
6. Il bandito e il campione - 4.23
7. Vita spericolata - 4.17
8. L' Agnello di Dio - 4.05
9. Compagni di viaggio - 5.31
10. Rosa Rosae - 3.26
11. La valigia dell'attore - 4.23
12. Il cuoco di Salò - 3.52
13. Sempre e per sempre - 3.22
14. Sento il fischio del vapore - 2.59
15. Ti leggo nel pensiero - 4.31
16. Vai in Africa Celestino! - 3.57
17. Diamante - 5.14 (Inedito)